# Nusa Tenggara Occidentale
Nusa Tenggara Occidentale (indonesiano: Nusa Tenggara Barat, , in italiano: Isole della Sonda occidentali) è una provincia dell'Indonesia formata dalla porzione occidentale delle Piccole Isole della Sonda, ad eccezione di Bali.

## Geografia
Le due maggiori isole della provincia sono Lombok (4 739 km²), ad ovest, e Sumbawa (15 414 km²) ad est. Mataram, nell'isola di Lombok, è la capitale e più grande città della provincia. 

### Amministrazione
La provincia è divisa amministrativamente in sette reggenze (kabupaten) e due municipalità (kota):
- Reggenza di Bima
- Reggenza di Dompu
- Reggenza di Lombok Occidentale
- Reggenza di Lombok Centrale
- Reggenza di Lombok Orientale
- Reggenza di Lombok Settentrionale
- Reggenza di Sumbawa
- Reggenza di Sumbawa Occidentale
- Bima
- Mataram

Lombok è abitata principalmente dal gruppo etnico sasak, con una minoranza di popolazione balinese, mentre Sumbawa è abitata dai gruppi etnici sumbawa e bima. Ciascuno di questi gruppi ha una sua lingua locale. La provincia ha una popolazione di 4.496.855; il 70% della popolazione vive nell'isola di Lombok (censimento 2010).
Nel 2002 il Programma delle Nazioni Unite per lo Sviluppo ha classificato Nusa Tenggara Occidentale come la provincia meno sviluppata dell'Indonesia.

## Storia
Precedentemente nota come Sunda Kecil (Piccola Sonda), Nusa Tenggara Occidentale è diventata membro dell'Indonesia a partire dal 1951.